# Baby Huey (cantante)
Baby Huey, nome d'arte di James Ramey (Richmond, 17 agosto 1944 – Chicago, 28 ottobre 1970), è stato un cantante statunitense, fra i più influenti nello sviluppo della musica hip hop.

## Biografia
Nativo di Richmond, Indiana, James Ramey si trasferisce a Chicago, Illinois, a diciannove anni, e lavora con diverse band locali come cantante. Il suo peso di circa 180 kg contribuisce alla sua presenza scenica, ma è anche causa di problemi di salute. Proprio per la sua mole adotta il nome d'arte "Baby Huey" come l'anatroccolo gigante dei cartoni animati della Paramount Pictures. Nel 1963 Ramey, l'organista / trombettista Melvin "Deacon" Jones e il chitarrista Johnny Ross fondano una band chiamata Baby Huey & the Babysitters, che diventa popolare nella zona di Chicago e pubblica diversi 45 giri singoli, tra cui "Beg Me", "Monkey Man", "Messin' with the Kid" e "Just Being Careful".
A fine 1960 la band, sull'esempio degli Sly & the Family Stone, si orienta verso musica soul psichedelica. Secondo i suoi compagni della band, i testi di Ramey sono molto vicini nello stile a quelli successivamente cantati dai rapper nella musica hip-hop. I Babysitters sono una band molto popolare dal vivo, ma non hanno mai avuto il tempo di registrare un album.
Nel 1969 l'agente della band Marv Heiman procura una audizione con Donny Hathaway della Curtom Records. Hathaway è colpito dalla band, e convince il capo della Curtom Records Curtis Mayfield a firmare Baby Huey, ma non la band. Ross e Jones partecipano alla registrazione dell'album di debutto di Ramey, ma si sentono a disagio e decidono di sciogliere la band durante la registrazione.
All'inizio del 1970 Ramey aveva sviluppato una dipendenza di eroina, e il suo peso era aumentato a più di 180 chili. La sua attività ne risentiva e viene convinto ad entrare in un centro di riabilitazione, dove rimane brevemente nella primavera di quell'anno. Muore a causa di un attacco di cuore il successivo 28 ottobre, all'età di 26 anni. Il suo funerale si è svolto il 1° novembre, nella sua città nativa Richmond, Indiana.
L'album The Baby Huey Story: The Living Legend esce postumo, prodotto da Curtis Mayfield. Contiene diverse composizioni di Mayfield, una cover di Sam Cooke intitolata "A Change Is Gonna Come" e due composizioni originali di Ramey. L'album non ha avuto un notevole successo, ed è stato in gran parte dimenticato dal grande pubblico. Successivamente, però, è diventato un classico. Numerosi brani, tra cui Hard Times, Listen to Me e Mighty Mighty Children, sono stati campionati da artisti hip hop dal 1980. La sola Hard Times è stata campionata da decine di artisti, tra cui Ice Cube (The Birth da Death Certificate) e Ghostface Killah (Buck 50 da Supreme Clientele). In molti, tra cui gli stessi Babysitters, considerano questo album molto influente per la musica hip hop.

## Discografia
- 1971 - The Baby Huey Story: The Living Legend (Curtom Records, CRS 8007)